# دونافالوا
دونافالوا (به مجاری:  Dunafalva) یک شهرداری در مجارستان است که در ناحیه بایا واقع شده‌است. دونافالوا ۵۷٫۸۹ کیلومتر مربع مساحت و ۹۰۵ نفر جمعیت دارد.